# Make Me Like You
«Make Me Like You» (рус. Сделай меня таким, как ты) — совместный сингл американской певицы Гвен Стефани из третьего студийного дебютного альбома «This Is What the Truth Feels Like». Выпущена 12 февраля 2016 года.
«Сделай меня таким, как ты» получил положительные отзывы от музыкальных критиков, которые высоко оценили его жизнерадостную, дружелюбную к радио атмосферу. В Соединённых Штатах он дебютировал и достиг пика под номером 54 на Billboard Hot 100, где он оставался в течение пяти недель подряд. Сингл достиг максимума в чартах Японии, Канады и Франции. Расширенная версия с тремя ремиксами песни была выпущена для цифрового скачивания 22 апреля.
Сопровождающее музыкальное видео, снятое давней сотрудницей Стефани Софи Мюллер, было первым и единственным видео, которое было снято и транслировано в прямом эфире. Мероприятие, спонсируемое корпорацией Target, состоялось во время рекламного перерыва на 58-ю ежегодную премию Грэмми и стоило примерно 12 миллионов долларов США, что сделало его одним из самых дорогих музыкальных клипов за всю историю. Видео, которое получило положительные отзывы от рецензентов, включает в себя несколько изменений костюма и сцену, которая высмеивает анализ СМИ личной жизни Стефани. Стефани исполнила "Make Me Like You" в прямом эфире по телевидению, во время своего тура 2016 "Это то, что правда", и в рамках своих одноразовых концертов MasterCard Priceless Surprise и Irvine Meadows Amphitheater.

## Производство и выпуск
В 2014 году Гвен Стефани начала работу над двумя альбомами: продолжение The Sweet Escape, её второй сольный альбом и новый альбом с её группой No Doubt. Два сингла "Baby Don't Lie" и "Spark the Fire" были выпущены к концу года. В августе 2015 года Гвен Стефани подала на развод со своим мужем, Гэвином Россдейлом, после почти тринадцатилетнего брака, и два месяца спустя она рассказала, что отказалась от работы, которую она сделала для нового альбома, и начала все заново со свежим материалом. Она начала работать с Джастином Трантером и Джулией Майклз, и после написания нескольких песен, касающихся распада её брака, Стефани начала работать над песнями, вдохновлёнными её новыми отношениями с певцом Блейком Шелтоном, [6] включая «Make Me Like You» [7]. По словам Стефани, песня обрела форму быстро, примерно за 10, 15 минут. [8] Авторы песен перечисляют Стефани, Трантера и Майклза, а также кредиты Маттиаса Ларссона и Робина Фредикссона, продюсеров. [9]
Вокал был записан в студиях Wolf Cousins и Maratone, как в Стокгольме, так и в Interscope Studios в Санта-Монике, штат Калифорния. Дополнительная запись была обработана Хуаном Карлосом Торрадо и Ноа Пассовой, а Сербан Геня микшировал звук в студии Mixstar в Вирджинии-Бич, штат Вирджиния. На обложке сингла, сфотографированной Джейми Нельсоном, изображена Гвен Стефани с прической в стиле Мэрилин Монро.
Хотя певец первоначально сообщил, что "Misery" будет вторым синглом альбома, вместо этого был выбран "Make Me Like You". Interscope Records выпустили песню для цифрового скачивания 12 февраля 2016 г. [12], а затем распространили её среди основных радиостанций в США и Италии 16 февраля и 25 марта соответственно. 22 апреля Interscope выпустили цифровой EP с тремя ремиксами «Make Me Like You», созданными RAC, Крисом Коксом и Sad Money.

## Музыкальное видео

### Фон и развитие
Музыкальное видео для «Make Me Like You» было снято 15 февраля 2016 года в Бербанке, штат Калифорния. Он был снят на вечеринке Warner Bros. во время прямой трансляции 58-й ежегодной премии Грэмми. Видео было снято Софи Мюллер, которая ранее снимала видео для Гвен Стефани "Don't Speak" (1996), "Cool" (2005) и "Spark the Fire" (2014), и был произведён Грантом Жу из Wondros. Это было первое сотрудничество Стефани с Target Corporation, которая стала эксклюзивным дистрибьютором роскошного издания «Это то, что чувствует истина». [63] На репетиции незадолго до прямой трансляции Стефани споткнулась и ударилась головой, и в замешательстве её дублёр-трюк повернулся лицом к камере. Стефани пошутил, что ошибки «пробили в ней какой-то смысл», и само видео прошло без проблем. После того, как все было кончено, Стефани выпустила заявление через Target:
Вот Это Да! Это были самые быстрые четыре минуты. Это так удивительно, как много входит в один дубль. Я не мог больше гордиться нашей командой, особенно Софи, актерами и командой за их тяжелую работу в течение последних нескольких недель. Весь этот проект с Target был таким невероятным опытом, и я так благодарен за возможность сотрудничать с ними.
В интервью с Джимми Киммелом в его ночном ток-шоу Гвен Стефани сказала, что едва может поверить, что представление произошло. Согласно обзорам Los Angeles Times и Music Times, «Она лично работала над этим непрерывно около шести дней», с «7 утра до 3 утра» [65]. 22 февраля 2016 года Billboard сообщил, что стоимость видео оценивается в 12 миллионов долларов, что делает его одним из самых дорогих музыкальных клипов, когда-либо созданных. Около 8 миллионов долларов было использовано для покупки эфирного времени, а оставшаяся часть была потрачена на производство.

### Синопсис
На видео Гвен Стефани просыпается среди обломков автомобильной аварии в черно-белом полосатом платье поверх чёрной водолазки и чёрных брюк. Она встаёт, проходит мимо ряда висящих часов и встречает четырёх женщин в боди. Один из них удаляет платье Гвен Стефани, а другой заменяет его красным кимоно. Она входит в розовый парикмахерский салон, где её приветствует друг Гвен Стефани и парикмахер Данило Диксон и садит её в кресло-качалку. Ассистент Салона Мег ДеАнджелис подаёт Стефани газету с заголовком «Гвен беременна инопланетным ребёнком!», Где упоминаются реальные слухи о беременности. Во втором стихе певец превращается в блестящий пиджак в зеркальной комнате и входит в красный туннель позади двух мужчин-брейкдансеров.
Во время моста Гвен Стефани входит в тёмную комнату с пятью женскими фигурами в масках на лице. После преднамеренного столкновения с двумя из них она надевает разноцветное пончо и ездит на мотоцикле с другими женщинами. Во время третьего припева она переодевается в длинную белую юбку, напоминающую свадебное платье, и входит в Blake's, зал для фортепиано (ещё одно упоминание о Шелтоне). Гвен Стефани стоит в баре, где бармен Тодрик Холл притворяется, что смешивает напитки и протирает стойку. Фоновая танцовщица поднимает её и размахивает, а другие тоже танцуют. Гвен Стефани подходит к пианино и синхронизирует губы, а члены съёмочной группы заменяют её высокие каблуки роликовыми коньками Entering a bullseye-shaped room, she skates through the chorus; her stunt double "falls", which surprises the other skaters.. Войдя в комнату в форме яблочка, она катается на коньках через хор; её двойной трюк "падает", что удивляет других фигуристов. Видео заканчивается Гвен Стефани, на платформе, синхронизирующей губы заключительные слова песни; камера выдвигается, показывая логотип Target и красное конфетти, падающие с потолка студии.

## Выступление
Гвен Стефани исполнила песню вживую во время нескольких публичных выступлений, в том числе её хедлайнером MasterCard «Бесценные сюрпризы» (2015–2016) и «This Is What the Truth Feels Like Tours» (2016). Во время тура MasterCard на финальном шоу в Токио прозвучали «Make Me Like You» перед «Danger Zone» и «What You Waiting For?». Разноцветные туннели появились на видеоэкранах позади Гвен Стефани с изображениями певца ближе к концу песни. В туре «This Is What the Truth Feels Like Tour», её выступление включало в себя токийские визуальные эффекты и похожую хореографию.
Гвен Стефани спела «Make Me Like You» в прямом эфире нескольких телевизионных программ, представляя песню 17 февраля 2016 года в шоу Jimmy Kimmel Live!. Её выступление сопровождалось интервью, в котором она объяснила смысл песни. Гвен Стефани спела этот трек в качестве музыкального гостя на шоу Эллен ДеДженерес, Good Morning America и на 2016 Radio Disney Music Awards. 2 апреля 2016 года она исполнила песню в Saturday Night Live с коллегами по группе No Doubt Стивеном Брэдли и Габриалом МакНейром; она носила "кружевное платье" Babydoll". Стефани также исполнила его на сегодняшнем шоу 15 июля 2016 года с участием "Misery", "Hollaback Girl" и "The Sweet Escape".

## Список наблюдений
| №  | Название           | Длительность |
| -- | ------------------ | ------------ |
| 1. | «Make Me Like You» | 3:36         |

| №  | Название                                 | Длительность |
| -- | ---------------------------------------- | ------------ |
| 1. | «Make Me Like You (RAC Mix)»             | 3:29         |
| 2. | «Make Me Like You (Sad Money Remix)»     | 2:58         |
| 3. | «Make Me Like You (Chris Cox DMS Remix)» | 4:49         |

## Чарты
| Чарт (2016)                                | Пиковая позиция |
| ------------------------------------------ | --------------- |
| Australia (ARIA)                           | 97              |
| Бельгия/Фландрия (Ultratip Bubbling Under) | 31              |
| Канада (Billboard Canadian Hot 100)        | 62              |
| Канада (Billboard AC)                      | 27              |
| Канада (Billboard CHR/Top 40)              | 40              |
| Канада (Billboard Hot AC)                  | 23              |
| Croatia (HRT)                              | 6               |
| Финляндия (Latauslista Download)           | 27              |
| Франция (SNEP)                             | 81              |
| Япония (Billboard Japan Hot 100)           | 47              |
| Lebanon (The Official Lebanese Top 20)     | 19              |
| Lithuania (M-1 Top 40)                     | 26              |
| Польша (Polish Airplay Top 100)            | 33              |
| Russia Airplay (Tophit)                    | 168             |
| Словакия (Rádio — Top 100)                 | 73              |
| Slovenia (SloTop50)                        | 47              |
| Шотландия (OCC Scotland)                   | 61              |
| Великобритания (OCC UK Singles)            | 140             |
| США (Billboard Hot 100)                    | 54              |
| США (Billboard Adult Contemporary)         | 24              |
| США (Billboard Adult Pop Airplay)          | 17              |
| США (Billboard Pop Airplay)                | 23              |

## Релиз
| Регион            | Даты             | Форматы            | Лейблы     |
| ----------------- | ---------------- | ------------------ | ---------- |
| Соединённые Штаты | 12 февраля, 2016 | Digital download   | Interscope |
| Соединённые Штаты | 16 февраля, 2016 | Mainstream radio   | Interscope |
| Италия            | 25 марта, 2016   | Mainstream radio   | Universal  |
| Соединённые Штаты | 22 апреля, 2016  | Digital remixes EP | Interscope |